# Bataille de la lagune de Koromokina
Campagne de Bougainville de la Seconde Guerre mondiale
Batailles
- Cap Torokina
- Baie de l'Impératrice-Augusta
- Rabaul (1943)
- Lagune de Koromokina
- Piva Trail (en)
- Coconut Grove (en)
- Piva Forks (en)
- Cap Saint-George
- Raid sur Koiari (en)
- Hellzapoppin Ridge et Hill 600A (en)
- Contre-attaque de Bougainville
- Pearl Ridge (en)
- Tsimba Ridge (en)
- Slater's Knoll (en)
- Rivière Hongorai (en)
- Bataille de Porton Plantation (en)
- Ratsua (en)

La bataille de la lagune de Koromokina est un affrontement s'étant déroulée du 7 au 8 novembre 1943 lors de la campagne de Bougainville entre le Corps des Marines des États-Unis et les forces de l'armée impériale japonaise sur l'île de Bougainville.
En réponse au débarquement allié sur Bougainville au cap Torokina, le général japonais Hitoshi Imamura, commandant de la 8e armée régionale à Rabaul, décide de lancer une contre-attaque. Sous-estimant la taille des forces de débarquement alliées, les Japonais déploient une force de 850 soldats pour exécuter un contre-débarquement pour tenter de repousser les forces alliées dans la mer. Les soldats japonais débarquent de quatre destroyers près de la lagune de Koromokina dans la nuit du 7 novembre et engagent deux bataillons de marines américains des 3e et 9e régiments de Marines sous le commandement du général de division Allen H. Turnage.
Au cours des deux jours suivants, les attaques japonaises sont vaincues avec de lourdes pertes pour les attaquants. Après la bataille, les forces alliées continuent à étendre leur tête de pont sur Bougainville dans le but de construire des aérodromes pour attaquer et neutraliser les forces japonaises situées à Rabaul et dans les environs.

### Lectures complémentaires
- Craven et James Lea Cate, « The Pacific: Guadalcanal to Saipan, August 1942 to July 1944 » [archive du 26 novembre 2006], The Army Air Forces in World War II, U.S. Office of Air Force History (consulté le 20 octobre 2006)
- Fuquea, « Bougainville: The Amphibious Assault Enters Maturity » [archive du 8 octobre 2006], Naval War College Review, Winter 1997, Vol. L, No. 1, 1997 (consulté le 20 octobre 2006), p. 418
- Harry A. Gailey, Bougainville, 1943–1945: The Forgotten Campaign, Lexington, Kentucky, USA, University Press of Kentucky, 1991 (ISBN 0-8131-9047-9)
- Japanese Operations in the Southwest Pacific Area, Volume II – Part I, United States Army Center of Military History, 1994 (1re éd. 1950) (lire en ligne [archive du 25 janvier 2008])
- Stephen J. Lofgren, Northern Solomons, United States Army Center of Military History, coll. « The U.S. Army Campaigns of World War II » (lire en ligne [archive du 3 janvier 2012])
- Gavin Long, The Final Campaigns, vol. VII, Canberra, Australian War Memorial, coll. « Australia in the War of 1939–1945 », 1963 (lire en ligne)
- Mersky, « Time of the Aces: Marine Pilots in the Solomons, 1942–1944 », Marines in World War II Commemorative Series, History and Museums Division, Headquarters, U.S. Marine Corps, 1993 (consulté le 20 octobre 2006)
- William L. McGee, The Solomons Campaigns, 1942–1943: From Guadalcanal to Bougainville—Pacific War Turning Point, Volume 2 (Amphibious Operations in the South Pacific in WWII), BMC Publications, 2002 (ISBN 0-9701678-7-3)
- George Odgers, Air War Against Japan, 1943–1945, vol. II, Canberra, Australian War Memorial, coll. « Australia in the War of 1939–1945 », 1968 (lire en ligne)
- Gordon L. Rottman et Duncan Anderson, Japanese Army in World War II: The South Pacific and New Guinea, 1942–43, Oxford and New York, Osprey, 2005 (ISBN 1-84176-870-7)
- Uyehata, « Roy Uyehata's Personal History » [archive du 17 juin 2006], The Leland Stanford Junior University, 2003 (consulté le 8 décembre 2006)